# Чемпионство Вселенной WWE
Чемпионство Вселенной WWE (англ. WWE Universal Championship) — это упраздённый титул чемпиона мира в тяжёлом весе, созданный и продвигавшийся американским рестлинг-промоушном WWE.
С апреля 2022 года этот титул слился с чемпионством WWE и стал защищаться как неоспоримое чемпионство WWE (англ. Undisputed WWE Universal Championship), но оба титула сохранили свою индивидуальную историю. Это один из трёх мировых титулов в WWE, наряду с его спутником — чемпионством WWE на SmackDown и чемпионством мира в тяжёлом весе на Raw.
Названный в честь фанатов WWE, именуемых «Вселенной WWE», чемпионат был учрежден 25 июля 2016 года, чтобы стать главным титулом бренда Raw. Его создание стало результатом повторного разделения брендов и последующего драфта 19 июля 2016 года, в результате которого титул чемпиона WWE, оригинальный мировой титул промоушена, стал эксклюзивным для SmackDown. Первый чемпион — Финн Балор. 31 октября 2019 года на Crown Jewel (2019) чемпионство перешло на SmackDown вместе с чемпионом «Извергом» Брэем Уайаттом.

## История создания
[[Файл:Finn Bálor Backstage cropped.jpg|thumb|right|200px|

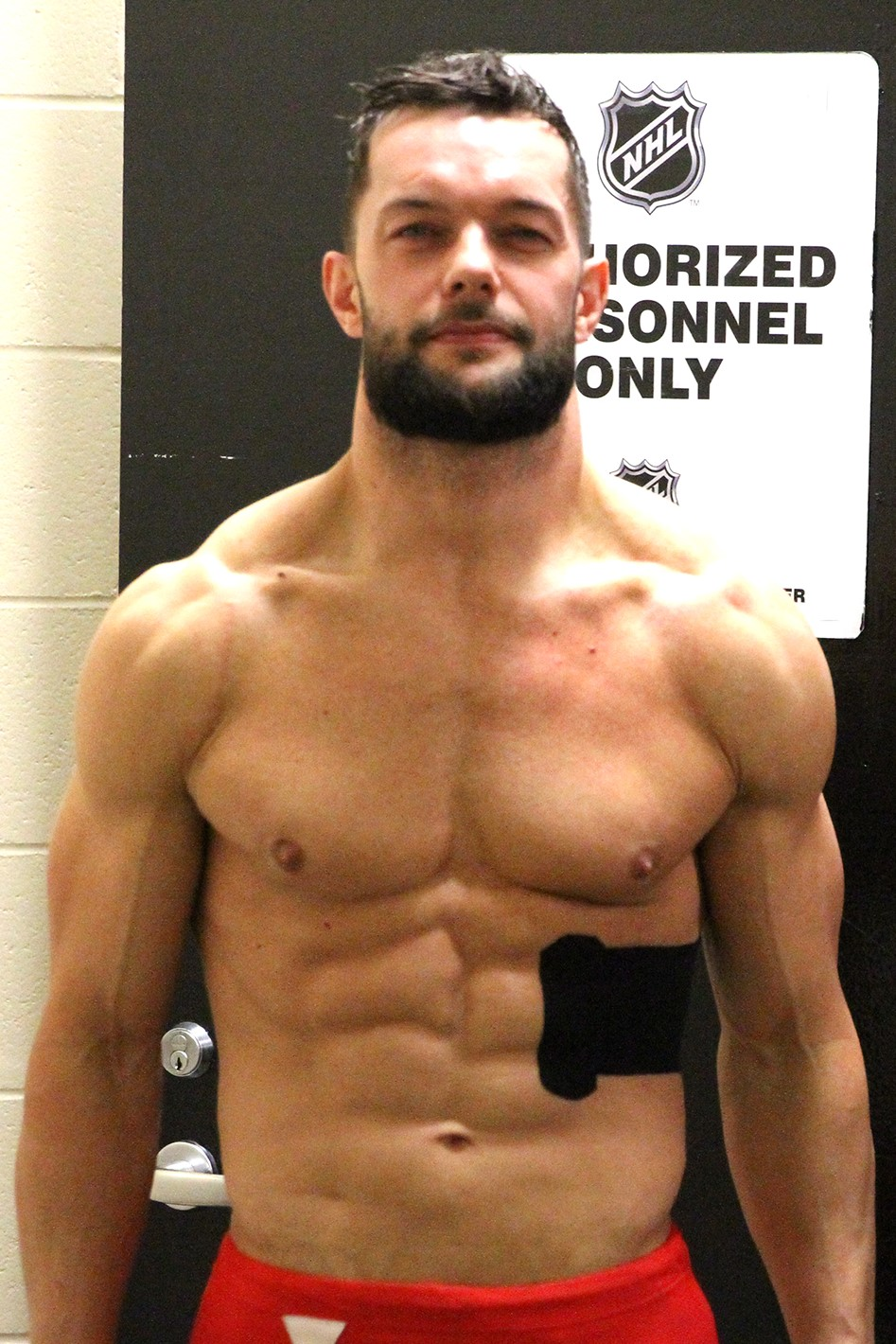
Center|Первый Чемпион Вселенной, Финн Балор

Во время повторного разделения на бренды 19 июля 2016 года на эпизоде SmackDown Live руководство «синего бренда» закрепило тогдашнего чемпиона WWE Дина Эмброуса за своим шоу. На шоу BattleGround 2016 Дин успешно защитил титул от рестлеров Raw — Сета Роллинса и Романа Рейнса. Таким образом, «красный бренд» окончательно остался без главного титула. Чтобы исправить это, на следующем же выпуске Raw комиссар красного бренда Стефани Макмэн и генеральный менеджер еженедельника Мик Фоли представили публике новое чемпионство, которое сделали, как главное на бренде. Со слов Фоли чемпионство названо так в честь всех фанатов вселенной WWE
В матче за звание первого в истории чемпиона Вселенной WWE встретились Сет Роллинс и Финн Балор на шоу SummerSlam (2016). Сет Роллинс стал автоматически первым претендентом, в первую очередь руководство основывало это тем, что Роллинс был номером один на драфте Raw, а также не был претендентом в матче за чемпионство WWE. Финн Балор же предварительно победил в двух квалификационных матчах за звания претендента; Сперва он победил Русева, Кевина Оуэнса и Сезаро в «четырёхстороннем матче», а позднее всё на том же выпуске Raw победил Романа Рейнса. В итоге в матче за чемпионство на SummerSlam (2016) Финн победил Сэта, выиграв титул и в результате, стал первым рестлером в WWE, кто выиграл мировой титул на своем дебютном PPV.

### Дизайн пояса
Титульный пояс был представлен на SummerSlam, по внешнему виду он похож на чемпионат WWE, но с несколькими заметными отличиями. Ремень у него синего (ранее красного) цвета, символизирующий эксклюзивность к бренду SmackDown (ранее Raw), с подчеркнутым логотипом WWE на центральной пластине чёрным цветом, чтобы сделать его видимым — (по существу, цвето изменённая версия пояса чемпионата WWE). Поскольку пояс чемпионата похож на чемпионат WWE, на центральной пластине представлен большой вырез логотипа WWE с бриллиантовыми вставками внутри логотипа на семиугольной пластине, со словами Вселенский чемпион (англ. Universal Championship), написанных мелким шрифтом под логотипом. Две боковые пластины, разделенные золотыми вставками, со съемными круглыми участками, которые можно заменить логотипом нынешнего чемпиона; пластины по умолчанию имеют логотип WWE.

## История титула

### История чемпионата на брендах
После разделения на бренды 19 июля 2016 года все титулы WWE числятся эксклюзивными либо для бренда Raw, либо для бренда SmackDown. Ниже в таблице приведен список дат, показывающих переходы Чемпионата Вселенной WWE между брендами Raw и SmackDown.
| Дата перехода        | Бренд     | Примечания |
| -------------------- | --------- | --- |
| 25 июля 2016 года    | Raw       | Чемпионство было создано для бренда Raw после того как 19 июля 2016 года на эпизоде SmackDown Live руководство «синего бренда» закрепило чемпиона WWE Дина Эмброуса за своим шоу. |
| 31 октября 2019 года | SmackDown | Чемпионат перешёл на SmackDown после того как его завоевал представитель «синего бренда» «Изверг» Брэй Уайатт                                                                     |

### Действующий Чемпион Вселенной WWE
На 4 июля 2025 года действующий чемпион — Коди Роудс который держит титул Чемпиона Вселенной впервые.

### Список чемпионов
По состоянию на 4 июля 2025 года титулом владело девять чемпионов и два раза его делали вакантным.
|  | Избраны в Зал Славы WWE |

#### Чемпионы 2010—2019 годов
| №  | Рестлер              | Фото | Дата                 | Статистика | Статистика | Статистика | Город                               | Шоу                  | Примечания | Ссылки        |
| №  | Рестлер              | Фото | Дата                 | К.Ч.       | Дней       | WWE        | Город                               | Шоу                  | Примечания | Ссылки        |
| -- | -------------------- | ---- | -------------------- | ---------- | ---------- | ---------- | ----------------------------------- | -------------------- | --- | ------------- |
| 1  | Финн Балор           |      | 21 августа 2016 года | 1          | 1          | <1         | Бруклин, Нью-Йорк, США              | SummerSlam (2016)    | Победил Сета Роллинса и стал первым чемпионом.                                                                              | [ 26 ]        |
| —  | Титул вакантен       |      | 22 августа 2016 года | —          | —          | —          | Бруклин, Нью-Йорк, США              | Raw                  | Балор отказался от титула из-за травмы плеча, полученной во время матча против Сета Роллинса на SummerSlam (2016).          | [ 28 ]        |
| 2  | Кевин Оуэнс          |      | 29 августа 2016 года | 1          | 188        | 188        | Хьюстон, Техас, США                 | Raw                  | «Фатальный четырёхсторонний поединок на выбывание» с участием Кевина Оуэнса, Сета Роллинса, Романа Рейнса и Большого Кэсса. | [ 29 ]        |
| 3  | Голдберг             |      | 5 марта 2017 года    | 1          | 28         | 27         | Милуоки, Висконсин, США             | Fastlane (2017)      | Поединок один на один | [ 32 ]        |
| 4  | Брок Леснар          |      | 2 апреля 2017 года   | 1          | 504        | 503        | Орландо, Флорида, США               | Рестлмания 33        | Поединок один на один. | [ 35 ]        |
| 5  | Роман Рейнс          |      | 19 августа 2018 года | 1          | 64         | 63         | Бруклин, Нью-Йорк, США              | SummerSlam (2018)    | Поединок один на один. | [ 37 ] [ 38 ] |
| —  | Титул вакантен       |      | 22 октября 2018 года | —          | —          | —          | Провиденс, Род-Айленд, США          | Raw                  | Роман Рейнс отказался от титула в связи с заболеванием лейкемией.                                                           | [ 39 ]        |
| 6  | Брок Леснар          |      | 2 ноября 2018 года   | 2          | 156        | 156        | Эр-Рияд, Эр-Рияд, Саудовская Аравия | Crown Jewel (2018)   | Победил Брона Строумэна и выиграл вакантный титул.                                                                          | [ 41 ]        |
| 7  | Сет Роллинс          |      | 7 апреля 2019 года   | 1          | 98         | 98         | Ист-Ратерфорд, Нью-Джерси, США      | Рестлмания 35        | Поединок один на один. Победил Брока Леснара на Рестлмании 35                                                               | [ 43 ]        |
| 8  | Брок Леснар          |      | 14 июля 2019 года    | 3          | 28         | 27         | Филадельфия, Пенсильвания, США      | Extreme Rules (2019) | Леснар реализовал свой контракт Money in the Bank.                                                                          | [ 45 ]        |
| 9  | Сет Роллинс          |      | 11 августа 2019 года | 2          | 81         | 80         | Торонто, Онтарио, Канада            | SummerSlam (2019)    | Поединок один на один. | [ 47 ]        |
| 10 | «Изверг» Брэй Уайатт |      | 31 октября 2019 года | 1          | 119        | 118        | Эр-Рияд, Саудовская Аравия          | Crown Jewel (2019)   | Матч «Falls count anywhere match» - матч до победного, остановить его нельзя.                                               | [ 48 ]        |

#### Чемпионы с 2020—по н.в.
| №  | Рестлер              | Фото | Дата                 | Статистика | Статистика | Статистика | Город                               | Шоу                   | Примечания | Ссылки                         |
| №  | Рестлер              | Фото | Дата                 | К.Ч.       | Дней       | WWE        | Город                               | Шоу                   | Примечания | Ссылки                         |
| -- | -------------------- | ---- | -------------------- | ---------- | ---------- | ---------- | ----------------------------------- | --------------------- | --- | ------------------------------ |
| 11 | Голдберг             |      | 27 февраля 2020 года | 2          | 27/28      | 37         | Эр-Рияд, Эр-Рияд, Саудовская Аравия | Super ShowDown (2020) | Матч закончился за три минуты, при этом почти минуту соперники играли в гляделки. Голдберг провёл «Извергу» Брэю Уайатту четыре гарпуна.                                                                                               | [ 50 ] [ Прим. 1 ]             |
| 12 | Брон Строумэн        |      | 25 марта 2020 года   | 1          | 150/151    | 141        | Орландо, Флорида, США               | Рестлмания 36 1 ночь  | Матч закончился за три минуты. Голдберг провёл Брону Строумэну четыре «гарпуна», при попытке выйти на «Jackhammer» Брон Строумэн перехватил инициативу и в ответ провёл четыре «пауэрслэма». Трансляция состоялась 4 апреля 2020 года. | [ 53 ] [ Прим. 2 ] [ Прим. 3 ] |
| 13 | «Изверг» Брэй Уайатт |      | 23 августа 2020 года | 2          | 7          | 6          | Орландо, Флорида, США               | SummerSlam (2020)     | Матч «Falls count anywhere match» - матч до победного, остановить его нельзя. После матча на обоих напал вернувшийся Роман Рейнс | [ 55 ]                         |
| 14 | Роман Рейнс          |      | 30 августа 2020 года | 2          | 1316       | 1316       | Орландо, Флорида, США               | Payback (2020)        | Матч «тройная угроза без ограничений», в котором также принял участие Брон Строумэн. | [ 57 ]                         |
| 15 | Коди Роудс           |      | 7 апреля 2024 года   | 1          | 453+       | 453+       | Филадельфия, Пенсильвания, США      | WrestleMania XL       | Матч по правилам Bloodline членам групировки разрешалось быть во время матча против Рейнса, благодаря вмешательству Джея Усо, Джона Сины, Андертейкера и Сета Роллинза Коди выиграл титул закончив 1316 дневное правление Рейнса.      |                                |

## По количеству дней владения титулом
| Символ | Значение                                             |
| ------ | ---------------------------------------------------- |
| X+     | Действующий чемпион                                  |
| <1     | Чемпионы, которые владели титулом меньше одних суток |

На 4 июля 2025 года
| № | Рестлер              | Чемпионских титулов | Количество дней владения титулом | Количество дней владения титулом |
| № | Рестлер              | Чемпионских титулов | C даты завоевания                | Признанные федерацией            |
| - | -------------------- | ------------------- | -------------------------------- | -------------------------------- |
| 1 | Роман Рейнс          | 2                   | 1,380                            | 1,379                            |
| 2 | Брок Леснар          | 3                   | 688                              | 686                              |
| 3 | Кевин Оуэнс          | 1                   | 188                              | 188                              |
| 4 | Сет Роллинс          | 2                   | 179                              | 178                              |
| 5 | Брон Строумэн        | 1                   | 150/1511                         | 141                              |
| 6 | «Изверг» Брэй Уайатт | 2                   | 126                              | 124                              |
| 7 | Голдберг             | 2                   | 55/562                           | 64                               |
| 8 | Финн Балор           | 1                   | 1                                | <1                               |
| 9 | Коди Роудс           | 1                   | 453+                             | 453+                             |

1. ↑  Записи сюжетов для WrestleMania 36 состоялись 25 и 26 марта, поэтому точно сколько владел титулом чемпион 150 или 151 день неизвестно.
2. ↑  Записи сюжетов для WrestleMania 36 состоялись 25 и 26 марта, поэтому точно сколько владел титулом чемпион в момент 2 чемпионства 27 или 28 дней неизвестно.

### Комментарии
1. ↑  Записи сюжетов Рестлмании 36 состоялись 25 и 26 марта, поэтому точно сколько владел титулом чемпион 28 или 27 дней неизвестно. WWE признают владение в 37 дней, разница обусловлена разными днями записи и выхода в эфир передач.
2. ↑  Из за сложившейся в мире ситуации с пандемией COVID-19, множество спортивных мероприятий было отменено или перенесено на неопределённый срок. WWE, чтобы не отменять Рестлманию 36 записывали сюжеты заранее, впервые за историю.
3. ↑  Записи сюжетов Рестлмании 36 состоялись 25 и 26 марта, поэтому точно сколько владел титулом чемпион 151 или 150 дней неизвестно. WWE признают владение в 141 день, разница обусловлена разными днями записи и выхода в эфир передач.